# کیروفسکی (باشقیرستان)
کیروفسکی (انگلیسی: Kirovsky, Republic of Bashkortostan) یک شهرک در شهرستان ایگلینسکی استان باشقیرستان کشور روسیه است.